# Eupithecia vinsullata
Eupithecia vinsullata är en fjärilsart som beskrevs av Mackay 1951. Eupithecia vinsullata ingår i släktet Eupithecia och familjen mätare. Inga underarter finns listade i Catalogue of Life.